# Edward Colston
Edward Colston (Bristol, 2 de novembro de 1636 – Mortlake, Richmond upon Thames, 11 de outubro de 1721) foi um comerciante inglês, filantropo e membro do Parlamento Britânico. Ele apoiou e doou escolas, esmolarias, hospitais e igrejas, principalmente em  sua cidade natal. Seu nome foi dado a ruas, escolas e edifícios públicos de Bristol; várias das instituições de caridade que criou sobreviveram a ele. Parte substancial de sua riqueza foi adquirida através do comércio e exploração de escravos.
Colston seguiu seu pai no negócio familiar, tornando-se um comerciante marítimo, inicialmente comercializando vinho, frutas e têxteis, em portos europeus, principalmente na Espanha, Portugal. Em 1680, ele se envolveu no comércio de escravos, como membro da Royal African Company, que detinha o monopólio do comércio inglês de escravos africanos. Ele foi vice-governador da empresa em 1689-90.
Em Bristol, o nome de Colston cabou por se tornar uma referência quase onipresente. Além da Colston Tower, do Colston Hall, da Colston Avenue, da Colston Street, da Colston's Girls' School, da Colston's School e da Colston's Primary School, celebrava-se, nas escolas, o Colston's Day, em 13 de novembro, quando a Colston Society distribuía Colston bun (um pão doce aromatizado com frutas secas) aos escolares. Erigiu-se uma estátua dele, na área central da cidade, em 1895. Todavia, a partir do final do século XX, com a crescente consciência do seu envolvimento no comércio britânico de escravos, organizaram-se manifestações e petições pela retirada das homenagens feitas a ele, processo que atingiu o ápice em junho de 2020, quando a estátua foi derrubada, arrastada pelas ruas da cidade e, em seguida, empurrada para dentro das águas do porto de Bristol, durante os protestos antirracismo de apoio ao movimento Black Lives Matter. O Colston Hall, uma sala de concertos, também foi renomeado para Bristol Beacon, e os membros da Colston Society, instituição que atuou por 275 anos — ultimamente como instituição filantrópica —, decidiram dissolvê-la.

## Juventude
Colston nasceu em 2 de novembro de 1636 em Church Street, Bristol, onde era o mais velho dentre seus pelo menos onze e possivelmente até quinze irmãos. Seus pais eram William Colston (1608–1681), um comerciante próspero que era xerife de Bristol em 1643, e sua esposa Sarah (1608–1701), filha de Edward Batten. Ele foi criado em Bristol até a época da Guerra Civil Inglesa, quando provavelmente morou por um tempo na propriedade de seu pai em Winterbourne, ao norte da cidade. A família então se mudou para Londres, onde Edward pode ter sido aluno da escola do Hospital de Cristo.

## Carreira
Colston foi aprendiz da Mercers Company por oito anos e em 1672 estava exportando mercadorias de Londres. Ele construiu um negócio lucrativo, negociando tecidos, óleo, vinho, xerez e frutas com Espanha, Portugal, Itália e África.
Em 1680, Colston tornou-se membro da Royal African Company, que detinha o monopólio Inglês nos negócios da África Ocidental, com ouro, prata, marfim e escravos a partir de 1662.Ascendeu rapidamente na empresa, tornando-se membro do conselho e, de 1689 a 1690, foi vice-governador, o cargo executivo mais importante da organização. Sua associação com a empresa terminou em 1692. Essa empresa foi criada pelo rei Carlos II e seu irmão James, duque de York (mais tarde rei James II, que era o governador da empresa), juntamente com os comerciantes da Cidade de Londres, e tinha muitos investidores notáveis, incluindo John Locke, filósofo e médico inglês, amplamente considerado como um dos mais influentes pensadores do Iluminismo e conhecido como o "Pai do Liberalismo" (embora mais tarde ele tenha mudado de posição sobre o tráfico de escravos) e o escritor Samuel Pepys.
Durante o período de envolvimento de Colston com a Royal African Company (1680 a 1692), estima-se que a empresa tenha transportado cerca de 84 mil homens, mulheres e crianças, que foram comercializados como escravos na África Ocidental. Destes, dezenove mil morreram em sua jornada para o Caribe e o resto das Américas - antes, portanto, de serem vendidos aos grandes plantadores de fumo e cana-de-açúcar. 
Os pais de Colston haviam se mudado para Bristol e, em 1682, ele fez um empréstimo para a Bristol Corporation, tornando-se no ano seguinte membro da Sociedade de Empreendedores Comerciais e um burguês da cidade. Em 1684, ele herdou o negócio mercantil de seu irmão em Small Street e tornou-se sócio de uma refinaria de açúcar em St Peter's Churchyard,  transportando açúcar produzido por escravos da  Ilha de São Cristóvão. No entanto, Colston nunca residiu em Bristol quando adulto, conduzindo seus negócios desde Londres, residindo em Mortlake (Surrey), até se aposentar em 1708.
A proporção de sua riqueza proveniente de seu envolvimento com o comércio de escravos e com o açúcar produzido por escravos é desconhecida. Colston também ganhou dinheiro com o comércio das mercadorias já citadas anteriormente e  com os juros de empréstimos e outras transações financeiras. 

## Altruísmo e política

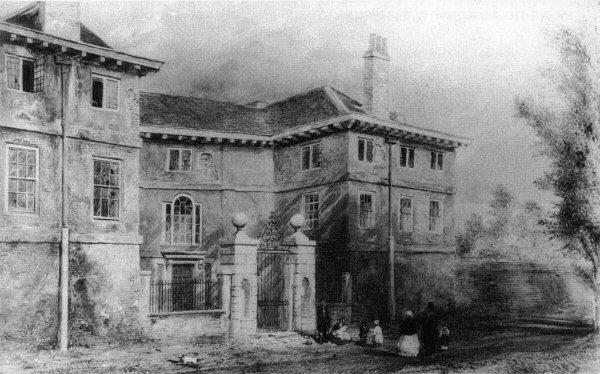
Cromwell House, Mortlake, onde Colston morreu em 1721

Ele apoiou e doou escolas, esmolarias, hospitais e igrejas em Bristol, Londres e em outros lugares. Muitas de suas fundações de caridade sobrevivem até hoje.
Em Bristol, ele fundou esmolarias em King Street e St Michael's Hill, fundou o Hospital-Escola Rainha Elizabeth e ajudou a fundar o Hospital de Colston, um internato aberto em 1710 e deixando uma doação a ser administrada pela Society of Merchant Venturers. Ele deu dinheiro para as escolas de Temple (uma das quais se tornou a St. Mary Redcliffe e Temple School) e outras partes de Bristol e para várias igrejas e a catedral.
David Hughson, escrevendo em 1808, descreveu Colston como "o grande benfeitor da cidade de Bristol, que, durante sua vida, gastou mais de 70 mil libras esterlinas em instituições de caridade".

## Morte
Ele morreu aos 84 anos, em 11 de outubro de 1721, em sua casa em Mortlake. Em seu testamento, ele queria ser enterrado de modo simples, sem pompa, mas esse pedido foi ignorado. Seu corpo foi levado de volta a Bristol e foi enterrado na Igreja de Todos os Santos. Seu monumento foi projetado por James Gibbs com uma efígie esculpida por John Michael Rysbrack.

## Reavaliação moderna
Nas últimas décadas, com o crescente reconhecimento do papel de Colston no comércio de escravos, tem havido críticas crescentes às homenagens de Colston em Bristol.

### Estátua

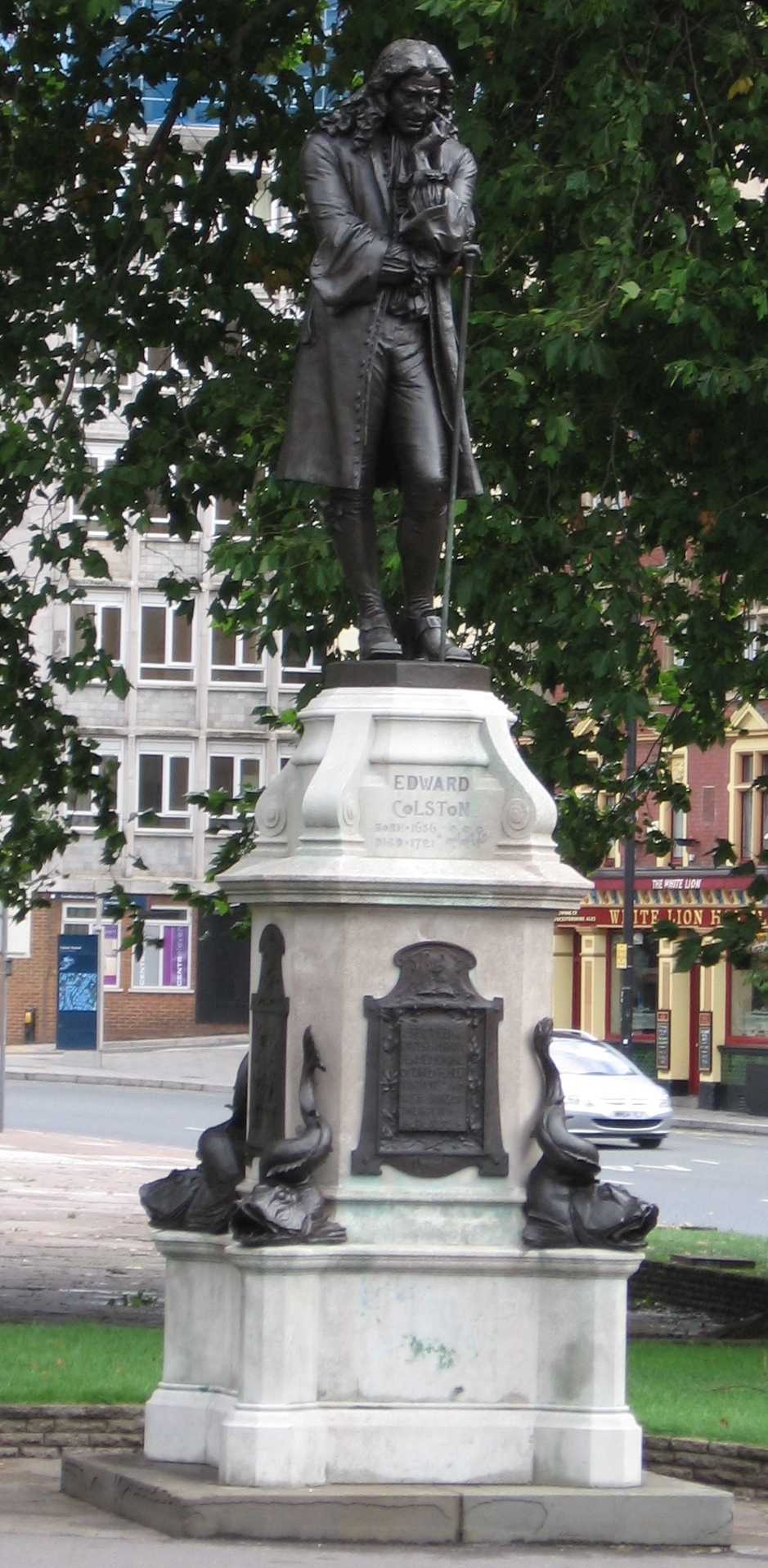
Estátua de Edward Colston no The Centre, Bristol, derrubada em 2020

Uma estátua, projetada por John Cassidy, foi erguida no centro de Bristol em 1895 para comemorar a filantropia de Colston.
Em 7 de junho de 2020, a estátua foi derrubada e jogada no porto de Bristol por manifestantes durante os protestos contra o racismo no Reino Unido. O historiador e apresentador de televisão David Olusoga comentou que deveria ter sido retirada mais cedo, dizendo: "As estátuas dizem sobre 'este foi um grande homem que fez grandes coisas'. Isso não é verdade, ele [Colston] era um comerciante de escravos e um assassino." O secretário do Interior, Priti Patel, chamou a derrubada de "totalmente vergonhosa", dizendo que "ela fala dos atos de desordem, desordem pública, que atualmente se tornaram uma distração da causa pela qual as pessoas estão realmente protestando".

### Outros memoriais
O nome de Colston permeia a cidade em pontos de referência como Colston Tower, Colston Hall, Colston Avenue, Colston Street, Colston's Girls 'School, Colston's School, Colston's Primary School e Temple Colston School (agora parte de St Mary Redcliffe e Temple School). Ele também é lembrado, particularmente por algumas escolas, instituições de caridade e pela Sociedade de Empreendedores Comerciais, no Dia de Colston, em 13 de novembro, seu aniversário, em um culto na Igreja de Santo Estêvão. Um pão regional, o pão Colston, recebeu o nome dele.
Em abril de 2017, a instituição de caridade que administra o Colston Hall, o Bristol Music Trust, anunciou que deixará o nome de Colston quando reabrir após a reforma em 2020. Houve protestos e petições pedindo uma mudança de nome e alguns espectadores e artistas boicotaram o local por causa do nome de Colston. Após a decisão, as petições para manter o nome de Colston chegaram a quase dez mil assinaturas, embora a instituição tenha confirmado que a mudança de nome iria adiante.
Em novembro de 2017, após décadas de debates, a Escola das Meninas de Colston anunciou que não manteria o nome de Colston porque "não beneficiava" a escola. Em fevereiro de 2019, St Mary Redcliffe e Temple School anunciou que renomearia a Colston House como Johnson House, em homenagem à matemática americana Katherine Johnson.